# Puisieux (Sekwana i Marna)
Puisieux – miejscowość i gmina we Francji, w regionie Île-de-France, w departamencie Sekwana i Marna.
Według danych na rok 1990 gminę zamieszkiwało 227 osób, a gęstość zaludnienia wynosiła 25 osób/km² (wśród 1287 gmin regionu Île-de-France Puisieux plasuje się na 974. miejscu pod względem liczby ludności, natomiast pod względem powierzchni na miejscu 422.).